# فیرلیندن
فیرلیندن (به آلمانی: Vierlinden) یک شهر در آلمان است که در مرکیش-اودرلند واقع شده‌است. فیرلیندن ۱٬۶۱۴ نفر جمعیت دارد.